# Пушняков, Анатолий Савватьевич
Анатолий Савватьевич Пушняков (укр. Анатолій Савватійович Пушняков; 3 марта 1954, Кодыма — 17 ноября 2021) — украинский военачальник, генерал-лейтенант. Командующий Сухопутными войсками Вооружённых Сил Украины (6 мая 2014 — 13 января 2016).

## Биография
Родился 3 марта 1954 года в посёлке городского типа Кодыма (Одесская область).
Окончил Харьковское гвардейское высшее танковое командное училище в 1975 году, Военную академию бронетанковых войск имени Малиновского в 1987 году и Национальную академию обороны Украины в 2000 году.
Проходил службу на должностях командира танкового взвода и командира танковой роты мотострелкового полка, начальника штаба — заместителя командира танкового батальона. Был направлен для дальнейшего прохождения службы в Афганистане. После окончания Военной академии бронетанковых войск продолжал службу на должностях командира танкового батальона, начальника штаба — заместителя командира танкового батальона, командира танкового полка, начальника штаба — заместителя командира механизированной дивизии и командира дивизии.
После окончания Национальной академии обороны Украины занимал должность начальника штаба — первого заместителя командующего корпусом Южного оперативного командования, с 2002 года — командующий 32-го армейского корпуса в АРК. В 2004 году первый заместитель командующего войск Западного оперативного командования.
С июля по декабрь 2005 года — командир украинского миротворческого контингента в Ираке и одновременно заместитель командира интернациональной дивизии «Центр-Юг». С марта 2006 года по май 2007 года — начальник Главного управления личным составом и заместитель начальника Генерального штаба Вооружённых сил Украины. В 2007—2009 годах — заместитель командующего Сухопутных войск Украины по боевой подготовке и начальник управления боевой подготовки. С 2009 года — первый заместитель командующего Сухопутных войск Украины.
С 2014 года — командующий сухопутных войск Украины. Отправлен в отставку 13 января 2016 года указом президента Украины Петра Порошенко.
Умер 17 ноября 2021 года. Похоронен на Байковом кладбище (участок № 33).

## Награды
- Орден Красной Звезды
- Полный кавалер ордена Богдана Хмельницкого (I степень — 2015[6], II степень 2013[7], III степень — 2005[8])
- Медаль «За военную службу Украине» (30 сентября 1997)[9]
- Награды Министерства обороны Украины — «Именное огнестрельное оружие»[10], знак «Доблесть и честь», знак Почёта[укр.].